# Pedro Lamy
José Pedro Mourão Lamy Viçoso, més conegut com a  Pedro Lamy , va ser un pilot de curses automobilístiques portuguès que va arribar a disputar curses de Fórmula 1.
Va néixer el 20 de març del 1972 a Aldeia Galega, Alenquer, Portugal.

## A la F1
Pedro Lamy va debutar a la tretzena cursa de la temporada 1993 (la 44a temporada de la història) del campionat del món de la Fórmula 1, disputant el 12 de setembre del 1993 el G.P. d'Itàlia al circuit de Monza.
Va participar en un total de trenta-dues curses puntuables pel campionat de la F1 disputades en quatre temporades consecutives (1993 - 1996) aconseguint una sisena posició com millor classificació a una cursa i assolí un punt vàlid pel campionat del món de pilots.

## Resultats a la Fórmula 1
| Any  | Equip                   | Xassís  | Motor       | 1       | 2      | 3       | 4      | 5     | 6       | 7       | 8       | 9      | 10      | 11     | 12      | 13      | 14      | 15     | 16      | 17    | Posició | Punts |
| ---- | ----------------------- | ------- | ----------- | ------- | ------ | ------- | ------ | ----- | ------- | ------- | ------- | ------ | ------- | ------ | ------- | ------- | ------- | ------ | ------- | ----- | ------- | ----- |
| 1993 | Team Lotus              | Lotus   | Ford        | SUD     | BRA    | EUR     | SMR    | ESP   | MON     | CAN     | FRA     | GBR    | ALE     | HUN    | BEL     | ITA 11  | POR Ret | JPN 13 | AUS Ret |       | -       | 0     |
| 1994 | Team Lotus              | Lotus   | Mugen-Honda | BRA 10  | PAC 8  | SMR Ret | MON 11 | ESP   | CAN     | FRA     | GBR     | ALE    | HON     | BEL    | ITA     | POR     | EUR     | JAP    | AUS     |       | -       | 0     |
| 1995 | Minardi Scuderia Italia | Minardi | Ford        | BRA     | ARG    | SMR     | ESP    | MON   | CAN     | FRA     | GB      | ALE    | HON 9   | BEL 10 | ITA Ret | POR Ret | EUR 9   | PAC 13 | JAP 11  | AUS 6 | 18è     | 1     |
| 1996 | Minardi Team            | Minardi | Ford        | AUS Ret | BRA 10 | ARG Ret | EUR 12 | SMR 9 | MON Ret | ESP Ret | CAN Ret | FRA 12 | GBR Ret | ALE 12 | HON Ret | BEL 10  | ITA Ret | POR 16 | JAP 12  |       | -       | 0     |

### Resum
| Curses: | Victòries: | Pòdiums: | Poles: | Voltes ràpides: | Punts: |
| ------- | ---------- | -------- | ------ | --------------- | ------ |
| 32 (32) | 0          | 0        | 0      | 0               | 1      |